# Teeradon Poonsawat
Teeradon Poonsawat (thailändisch ธีรดนย์ พูลสวัสดิ์; * 23. Mai 2006) ist ein thailändischer Fußballspieler.

## Karriere
Teeradon Poonsawat erlernte das Fußballspielen in der Schulmannschaft der Debsirin School in der Hauptstadt Bangkok. Seinen ersten Profivertrag unterschrieb er im Juli 2024 beim Samut Prakan City FC. Der Verein aus Samut Prakan spielt in der zweiten Liga, der Thai League 2. Sein Zweitligadebüt gab Poonsawat am 10. August 2024 (1. Spieltag) im Auswärtsspiel gegen den Mahasarakham SBT FC. Bei der 2:0-Niederlage stand er in der Startelf und spielte die kompletten 90 Minuten. Nach vier Zweitligaspielen wechselte er im Januar 2025 in die dritte Liga. Hier schloss er sich in Samut Songkhram dem Samut Songkhram City FC an. Mit dem Verein spielte er sechsmal in der Western Region der Liga. Im August 2025 wechselte er wieder in die zweite Liga. Hier nahm ihn der Bangkoker Verein Kasetsart FC unter Vertrag.